# Macoteket
Macoteket AB var en svensk återförsäljare av Apple-produkter och kompatibla tillbehör. Företaget grundades år 1989 av Markus Danilsons och Peter Ojaäär, och hade som mest sex butiker samt bedrev e-handel. Sedan 11 april 2013 ägs Macoteket av Digital Inn AB, som redan 2010 också köpte upp konkurrenterna Humac och Inlife. I och med Digital Inns konkurs så köptes Macoteket upp av MacRent i juni 2020. Man avvecklade webbsidan och all handel med bolaget i samma veva.
Den ursprungliga tanken då Macoteket grundades var att driva ett lågprisalternativ för Macintosh-produkter, med försäljning via postorder. Sida vid sida med Apples Macintosh-datorer sålde företaget i mitten av 1990-talet Macintosh-kompatibla persondatorer – så kallade "Mac-kloner" – från tillverkaren APS Technologies. Försäljningen pågick fram till dess att Apple valde att inte längre tillåta tillverkning av kloner, och därefter har Macoteket sålt datorer uteslutande tillverkade av Apple. Sedan slutet av år 2001 har Macoteket även sålt iPod. Med start år 2003 har företaget arbetat med att komplettera postorderverksamhetens katalog- och webbshopförsäljning med ett butiksnät, som först kallades Macoteket Store men i början av 2008 döptes om till M.store, och senare M-Zone. I samband med att Digital Inn AB köpte upp företaget döptes alla fysiska butiker om till just Digital Inn, och varumärket "Macoteket" användes för nätbutiken och postorderverksamheten, som skull eutvecklas parallellt med Digital Inns egna nätbutik. När Digital Inn och medföljande bolag gick i konkurs, köptes verksamheten upp av MacRent som valde att avveckla varumärket.

## Historia
- 1989, augusti: Markus Danilsons och Peter Ojaäär grundar företaget med ett ursprungligt mål: "att förse Mac-marknaden med produkter (främst programvaror och spel) till riktigt låga priser".
- 1990, våren: Peter Ojaäär lämnar företaget.
- 1994: Företaget flyttar till lokaler i Lunda industriområde i Spånga, beläget i Stockholms västra förorter.
- 2003, september: Macoteket öppnar sin första fysiska butik (Birger Jarlsgatan 37 i Stockholm).
- 2004, november: Företaget flyttar huvudkontoret och lagret, där det också inrättas en serviceverkstad.
- 2005, januari: En butik öppnas i Sundbyberg. Några dagar senare öppnas en tredje butik, i Linköping (S:t Larsgatan 13).
- 2005, mars: En butik i Uppsala (Bäverns gränd 16) blir företagets fjärde.
- 2006, juni: Butiken i Linköping läggs ner.
- 2006, september: Uppsalabutiken flyttar till ny adress med centralt läge (Svartbäcksgatan 14).
- 2007, augusti: En ny butik i Stockholm (Drottninggatan 53) invigs.
- 2007, november: Ytterligare en butik invigs i Stockholm (Kungsgatan 31).
- 2008, januari: Butikskedjan döps om från Macoteket Store till M.store.
- 2008, januari: Macoteket blir auktoriserad "Apple Service Provider".
- 2008, september: Butikskedjan döps om igen, från M.store till M-Zone.
- 2009, april: Butiken i SOUK-gallerian på Drottninggatan i Stockholm läggs ner.
- 2009, juni: Macoteket säger upp 10 tjänster på grund av dålig lönsamhet.
- 2011, maj: En ytterligare butik i Stockholm öppnas på Götgatan 14.
- 2011: Nytt försäljningsrekord med 307 milj kr.
- 2012, juni: En butik öppnas i Norrköping i Linden-gallerian.
- 2013, 11 april: Macoteket köps upp av Digital Inn AB.
- 2020, 1 juni: Macoteket och Digital Inn köps upp av MacRent.